# Ernst Wilhelm Zehender
Ernst Wilhelm Zehender (* 11. März 1905 in Besigheim; † 17. Januar 1942 in Brandenburg-Görden) war ein deutscher Zeuge Jehovas, der unter der nationalsozialistischen Diktatur als Kriegsdienstverweigerer hingerichtet wurde.

## Werdegang
Ernst Wilhelm Zehnder wurde am 11. März 1905 in Besigheim (Landkreis Ludwigsburg) geboren und lebte später in Gemmrigheim bei Heilbronn, wo er evangelisch konfirmiert wurde. Seine Eltern waren der Fabrikarbeiter Immanuel Friedrich Zehender und dessen Frau Sofie Friederike, die bereits im Oktober 1905 verstarb. Ernst Wilhelm hatte 7 Geschwister, von denen 4 im Kindesalter verstarben.
1932 schloss er sich den Zeugen Jehovas an.
Zehender arbeitete in einer Papierfabrik, verlor die Arbeit jedoch wegen seines religiösen Bekenntnisses. 1935 fand er Arbeit bei einer Baufirma.
Er war verheiratet und hatte zwei Kinder. Während seiner späteren Haftzeit wurde ihm und seiner Frau das Sorgerecht entzogen und für die Kinder Fürsorgeerziehung angeordnet.

## Kriegsdienstverweigerung
Der Zeuge Jehovas Ernst Wilhelm Zehender verweigerte den Kriegsdienst. Dies betraf auch eine Wehrübung des Pionierbataillons Rosenheim, zu der er am 5. Februar 1938 einberufen wurde.
Nachdem er sich weigerte, der Einberufung Folge zu leisten, wurde er am 29. März 1938 wegen Fahnenflucht verhaftet und zu einer Gefängnisstrafe von einem Jahr verurteilt. Diese Gefängnisstrafe wurde später vom Oberkriegsgericht in Wiesbaden um zwei Jahre verlängert, da er sich während der Strafverbüßung weigerte, beim Exerzierdienst den Hitlergruß zu leisten.
Am 15. März 1941 wurde er aus der Haft entlassen, doch schon für 4. Juni 1941 zum Dienst bei der 5. Kompanie des Rekrutenausbildungskommandos II am Fliegerhorst Mühldorf einberufen. Zunächst folgte er der Einberufung, weigerte sich jedoch vor Ort – mit Verweis auf seinen Glauben und die Gebote der Bibel – die Uniform anzuziehen und Waffendienst zu leisten. Daraufhin wurde er verhaftet und ins Gefängnis nach Berlin-Moabit überführt.
Am 10. Dezember 1941 verurteilte ihn das Reichskriegsgericht in Berlin wegen "Zersetzung der Wehrkraft" mit Rücksicht auf die von ihm gezeigte Hartnäckigkeit" zum Tode. Das Todesurteil wurde am 17. Januar 1942 im Zuchthaus Brandenburg-Görden vollstreckt.

## Würdigung
Die Straße, an der der Königreichssaal in Gemmrigheim liegt, wurde nach Ernst Zehender benannt.